# Jean-Pierre Nirua
Jean-Pierre Nirua, né vers 1962, est un homme politique vanuatais. Ministre de l'Éducation, de la Formation et de la Francophonie de 2016 à 2020, il devient en 2020 le président fondateur de l'Université nationale de Vanuatu, la première université vanuataise.

## Biographie

### Débuts
Né dans ce qui est alors le condominium franco-britannique des Nouvelles-Hébrides, il est scolarisé dans l'enseignement colonial francophone, et passe son baccalauréat au lycée Louis Antoine de Bougainville de Port-Vila en 1980, l'année où la colonie accède à l'indépendance et devient la république de Vanuatu. Après des études à l'université du Pacifique sud, il devient de 1990 à 1994 le directeur du bureau national du Plan et de la Statistique de Vanuatu, sous le gouvernement francophone de Maxime Carlot Korman.
De 1994 à 2009 il est le directeur du campus vanuatais de cette université transnationale. En partenariat avec l'Alliance française et l'ambassade de France, il y promeut « les avantages d’une francophonie partagée, plutôt que d’avoir une francophonie exclusive n’appartenant qu’aux francophones. C’est-à-dire d’avoir des francophones qui ont également un bon niveau d’anglais, et inversement. [...] Nous avons fait de la francophonie un outil universitaire, non seulement pour les francophones, mais pour tous les habitants du Vanuatu ». De 2009 à 2015 il est le directeur du service administratif et des finances du secrétariat du groupe Fer de Lance mélanésien, l'organisation internationale de coopération des États mélanésiens.

### Ministre
Il entre ensuite en politique et, se présentant comme candidat indépendant, il est élu député de Port-Vila au Parlement de Vanuatu aux élections législatives de janvier 2016. À la suite de ces élections, Charlot Salwai, chef du parti Mouvement de réunification pour le changement (MRC), devient Premier ministre en formant un large gouvernement de coalition dans lequel il nomme Jean-Pierre Nirua ministre de l'Éducation, de la Formation et de la Francophonie, première fois que la responsabilité ministérielle pour la francophonie dans ce pays officiellement trilingue (bichelamar, anglais, français) est rattaché au ministère de l'Éducation. À ce poste, il initie la gratuité de l'enseignement secondaire jusqu'à l'âge de 15 ans,, ce qui accroît le nombre d'inscriptions d'enfants dans le secondaire, bien que des écoles se plaignent de se pas recevoir suffisamment de financement de l'État pour compenser l'abolition des frais d'inscription. Il introduit également la scolarité obligatoire à partir de l'âge de 4 ans, accompagnée d'aides financières publiques pour les parents. En 2018, à son initiative, le Vanuatu accueille pour la première fois le Forum francophone du Pacifique, dont c'est la onzième édition ; Jean-Pierre Nirua le préside et y renforce les axes de coopération du pays avec la Nouvelle-Calédonie.
Dès mars 2016, en tant que ministre il annonce un objectif de formation bilingue des futurs enseignants, afin que tous les enfants bénéficient d'un enseignement à la fois en anglais et en français. C'est notamment avec cet objectif en vue qu'il propose et obtient en 2019 le vote d'une loi pour la création de la première université proprement vanuataise, distincte du campus vanuatais de l'université du Pacifique sud. Cette loi, soutenue à la fois par la majorité et par l'opposition, prévoit que l'université nationale de Vanuatu soit bilingue, enseignant à la fois en anglais et en français,. Le campus vanuatais de l'USP enseigne uniquement le droit, en anglais avec « la traduction de cours de l’anglais vers le français et le recours à des tuteurs francophones » ; l'université nationale de Vanuatu doit être pluridisciplinaire. Notant que seuls 35 % environ des Vanuatais sont francophones tandis que quelque 65 % sont anglophones, Jean-Pierre Nirua veut par ailleurs faire de la nouvelle université un vecteur de renforcement de la francophonie et du bilinguisme dans le pays.
Devenu membre du parti MRC en octobre 2017, Jean-Pierre Nirua se représente dans sa circonscription de Port-Vila aux élections législatives de 2020, mais est battu.

### Président d'université
L'Université nationale de Vanuatu, financée en partie par l'Agence française de développement (60 %) et par le Nouvelle-Calédonie (25 %), est formellement ouverte le 29 février 2020 avec quelque 330 étudiants inscrits. Incorporant les instituts préexistants que sont l’Institut de Formation des Enseignants, l’Institut de Technologie, le Collège d’Agriculture, le Collège maritime, l’École d’infirmiers et le Collège de Police, elle s'organise en deux facultés : la faculté des Lettres et Sciences Humaines et la faculté des Sciences et Technologies. Jean-Pierre Nirua est élu président inaugural de la nouvelle université par le conseil de l'université,,,. En décembre 2023 il inaugure le premier bâtiment construit spécifiquement pour l'université, en présence du Premier ministre Charlot Salwai, du ministre de l'Éducation Joshua Pikioune, du président du gouvernement néo-calédonien Louis Mapou et de l'ambassadeur de France Jean-Baptiste Jeangène Vilmer.